# Philippinen-Kuckuckstaube
Die Philippinen-Kuckuckstaube (Macropygia tenuirostris), auch Philippinentaube genannt, ist eine Art der Taubenvögel, die zu den Kuckuckstauben zählt. Sie ist ein typischer Vertreter ihrer Gattung und weist einen etwas längeren Schwanz auf als einige der Schwesterarten. Sie kommt auf verschiedenen südostasiatischen Inseln vor. Es werden mehrere Unterarten unterschieden.
Die Bestandssituation der Philippinen-Kuckuckstaube wird mit ungefährdet (least concern) angegeben.

## Erscheinungsbild
Die Philippinen-Kuckuckstaube erreicht eine Körperlänge zwischen 38 und 41 Zentimetern. Sie entspricht damit in der Größe etwa einer Haustaube, weist aber wie für Kuckuckstauben typisch einen längeren Schwanz auf. Es existiert ein Geschlechtsdimorphismus. In ihrem Verbreitungsgebiet kann sie mit keiner anderen Taubenart verwechselt werden, da sie mit ihrem braunen Körpergefieder unverwechselbar ist.

### Erscheinungsbild der Männchen
Die Stirn, das Gesicht, die Ohrendecken und die Halsseiten sind hell rötlich braun. Der Scheitel und der Nacken sind kastanienbraun mit einem rosafarbenen Schimmer. Hinterhals und Brustseiten sind schwarz gefleckt und irisieren rosa-violett bis grünlich bronzefarben. Die übrige Körperoberseite ist dunkelbraun. Die Körperunterseite ist rostbraun, am dunkelsten ist die Brust und die Unterschwanzdecken. Die Brust hat außerdem eine schwach lila Tönung. Der Schnabel ist braun, die Füße sind leuchtend rot.

### Erscheinungsbild des Weibchens und der Jungvögel
Das Weibchen hat einen brauneren Hinterhals, der  anders als beim Männchen schwarz gebändert und gefleckt ist.  Ihrem Gefieder fehlt der irisierende Schimmer fast vollständig. Der Mantel und die Flügeldecken sind auffällig rotbraun gesäumt. Die Federn an der unteren Kehle und der vorderen Brust sind schwarz gesäumt, so dass eine Schuppung entsteht. Die Kehle ist hell isabellfarben.
Jungvögel ähneln den Weibchen, sind aber stärker quergebändert.

## Verbreitung, Lebensraum und Unterarten
Die Philippinen-Kuckuckstaube kommt auf den Philippinen und der Insel Lan Yu vor Taiwan vor.
Auf den Philippinen besiedelt die Philippinen-Kuckuckstaube alle Arten von Wald und Waldsäumen. Auf Lan Yu kommt sie nur in dicht bewaldeten Schluchten und Hängen vor.
Es werden folgende Unterarten unterschieden:
- M. t. tenuirostris Bonaparte, 1854 – ist die auf den Philippinen vorkommende Nominatform
- M. t. phaea McGregor, 1904 – Calayan Island, eine Insel in der Provinz Cagayan auf den Philippinen. Sie gehört zu den Babuyan-Inseln und liegt etwa 75 km vor der Nordküste der Insel Luzon, in der Luzonstraße.
- M. t. septentrionalis Hachisuka, 1930 – die Insel Lan Yu vor Taiwan, Batan, Itbayat Island und Batang, die südlichste Insel der philippinischen Provinz Batanes, welche im Norden des Landes liegt.

## Lebensweise
Über die Lebensweise der Philippinen-Kuckuckstaube ist nur wenig bekannt. Gibbs, Barnes und Cox gehen davon aus, dass sie sich nicht anders verhält als die anderen Kuckuckstauben, die in diesem Lebensraum vorkommt.